# Ken Irvine
Pour les articles homonymes, voir Irvine.
Pas d'image ? Cliquez ici

a Compétitions nationales et continentales officielles uniquement.

b Matchs officiels uniquement.
Ken Irvine, né le 5 mars 1940 à Cremorne (Australie) et mort le 22 décembre 1990 à Brisbane, est un joueur de rugby à XIII australien évoluant au poste d'ailier dans les années 1950, 1960 et 1970. Il détient le record d'essai marqué dans le Championnat de Nouvelle-Galles du Sud avec 212 essais (Steve Menzies, son poursuivant en a inscrit 180). Il a détenu le record d'essais marqué en équipe d'Australie avec trente-trois essais avant d'être battu par Darren Lockyer, et a participé à la Coupe du monde 1960. En club, il a joué pour North Sydney une grande partie de sa carrière avant de rejoindre Manly-Warringah avec qui il remporte deux titres en 1972 et 1973.

## Palmarès
- Collectif
  - Vainqueur de Championnat de Nouvelle-Galles du Sud : 1972 & 1973 (Manly-Warringah).

- Individuel
  - Meilleur marqueur d'essais de l'histoire du Championnat de Nouvelle-Galles du Sud avec 212 essais.
  - Meilleur marqueur d'essais du Championnat de Nouvelle-Galles du Sud : 1959, 1966, 1969 & 1970.